# 蒂勒爾山
蒂勒爾山（英語：Mount Tyrrell）是南極洲的山峰，位於亞歷山大一世島，距離東岸6公里，處於托因比冰川東岸，海拔高度1,310米，該山峰以英國地質學家命名。
69°38′S 69°31′W / 69.633°S 69.517°W
 本条目引用的公有领域材料来自美国地质调查局的文档 《蒂勒爾山》 （資料來自地名信息系统）。